# Olof Vilhelm Arrhenius
Pour les articles homonymes, voir Arrhenius.
Olof Vilhelm Arrhenius (2 novembre 1895 - 8 mai 1977) est un chimiste suédois, fils du célèbre chimiste Svante August Arrhenius.
Son propre fils Gustaf Olof Svante Arrhenius a également embrassé une carrière scientifique (océanographe, biogéochimiste, exobiologiste...) qu'il a conclue aux États-Unis.

## Sa vie
D'après les mémoires de Prescott, Olaf Arrhenius lui ayant rendu visite en 1920, Prescott l'a initié à la mesure du pH par les méthodes colorimétriques. Il séjourne dans son laboratoire et publie à cette époque un premier article sur les sols égyptiens. Il s'intéresse à l'impact de la chimie du sol sur le ver de terre.
Selon son fils, il met son laboratoire de chimie à sa disposition pour lui permettre (dans le cadre de la thèse de ce dernier) d'analyser les 20 000 échantillons de sédiments remontés d'une campagne océanographique. Le scientifique américain Roger Revelle étant intéressé par ce travail envoie plusieurs fois des émissaires en Suède afin de se renseigner sur les progrès de ces recherches, et c'est probablement à cette occasion qu'il recrute le fils d'Olof Vilhelm Arrhenius qui émigre ensuite aux États-Unis pour poursuivre sa carrière, notamment à la NASA.